# Simulium baetiphilum
Simulium baetiphilum es una especie de insecto del género Simulium, familia Simuliidae, orden Diptera.
Fue descrita científicamente por Lewis & Disney, 1972.